# Соловьёв, Вениамин Николаевич
Барон Вениами́н Никола́евич Соловьёв (ок. 1798 — 1866 или 1871, Рязань) — декабрист, штабс-капитан Черниговского пехотного полка.

## Биография
Происходил из дворян Рязанской губернии, баронского рода Соловьёвых. Отец — барон Николай Николаевич Соловьёв, отставной гвардии прапорщик; мать — Мария Ивановна (за ней в 1826 г. числилось 6 дворовых). Кроме него в семье было ещё семь детей: его братья — Всеволод и Михаил; и пять сестёр.
Вступил в службу из «императорского военного дома» прапорщиком в Черниговский пехотный полк 28 апреля 1817 года; 4 мая 1818 года произведён в подпоручики; с 29 апреля 1819 — поручик, с 4 июня 1825 — штабс-капитан, командир 2-й мушкетёрской роты.
В феврале 1825 года был принят в Общество соединённых славян. Был сторонником цареубийства и вооружённого выступления против самодержавия. Участвовал в восстании Черниговского полка. 
Военным судом при Главной квартире 1-й армии в Могилёве приговорён к смертной казни четвертованием. По мнению главнокомандующего 1-й армии подлежал расстрелу, по заключению Аудиториатского департамента 10 июля 1826 года признан подлежащим смертной казни. Однако, по высочайшей конфирмации 12 июля 1826 года приговорён к лишению чинов и дворянства и ссылке в каторжные работы вечно.
Отправлен 5 сентября 1826 года из Киева по этапу пешком в Сибирь. В декабре 1826 года прибыл в Москву, 1 января 1827 года отправлен дальше; 22 февраля 1827 года прибыл в Казань; в Читинский острог прибыл 12 февраля 1828 года. Из Читы отправлен в Зерентуйскии рудник, куда прибыл в марте 1828 года. В декабре 1828 года, после заговора Ивана Сухинова, отправлен в Култумский рудник. Возвращён в Читинский острог в феврале 1829 года. В сентябре 1830 года прибыл в Петровский завод. 
По окончании срока 25 мая 1840 года освобождён от каторжной работы и отправлен из Красноярска 27 августа 1840 года на поселение в село Устьянское Канского округа Енисейской губернии.
В декабре 1850 года в 25-летие царствования Николая I Соловьёву разрешено жить везде в Сибири, но под строжайшим надзором. По манифесту об амнистии 26 августа 1856 года ему и детям, рождённым после приговора, возвращены права потомственного дворянства и титул, но без права на прежнее имущество, и разрешено жить, где пожелает в России, кроме столиц.
24 марта 1857 года прибыл в Москву проездом в Рязань. 
12 декабря 1858 года освобождён от надзора. В 1859 году жил в Скопинском уезде Рязанской губернии у брата, барона М. Н. Соловьёва.
По своему ходатайству, поданному Соловьёвым через рязанского губернатора, 1 марта 1859 года ему назначено ежегодное пособие в 100 рублей. 
Умер в Рязани.

## Семья
- Жена (гражданская) — Матрона Петровна Полякова (поселенческая вдова).
- сын (незаконнорожденный) — Авраамий (родился 29 октября 1853 г. в с. Устьянское Канского округа Енисейской губернии).

## Образ в кино
- «Союз спасения» — актёр Павел Баршак